# Arillastrum

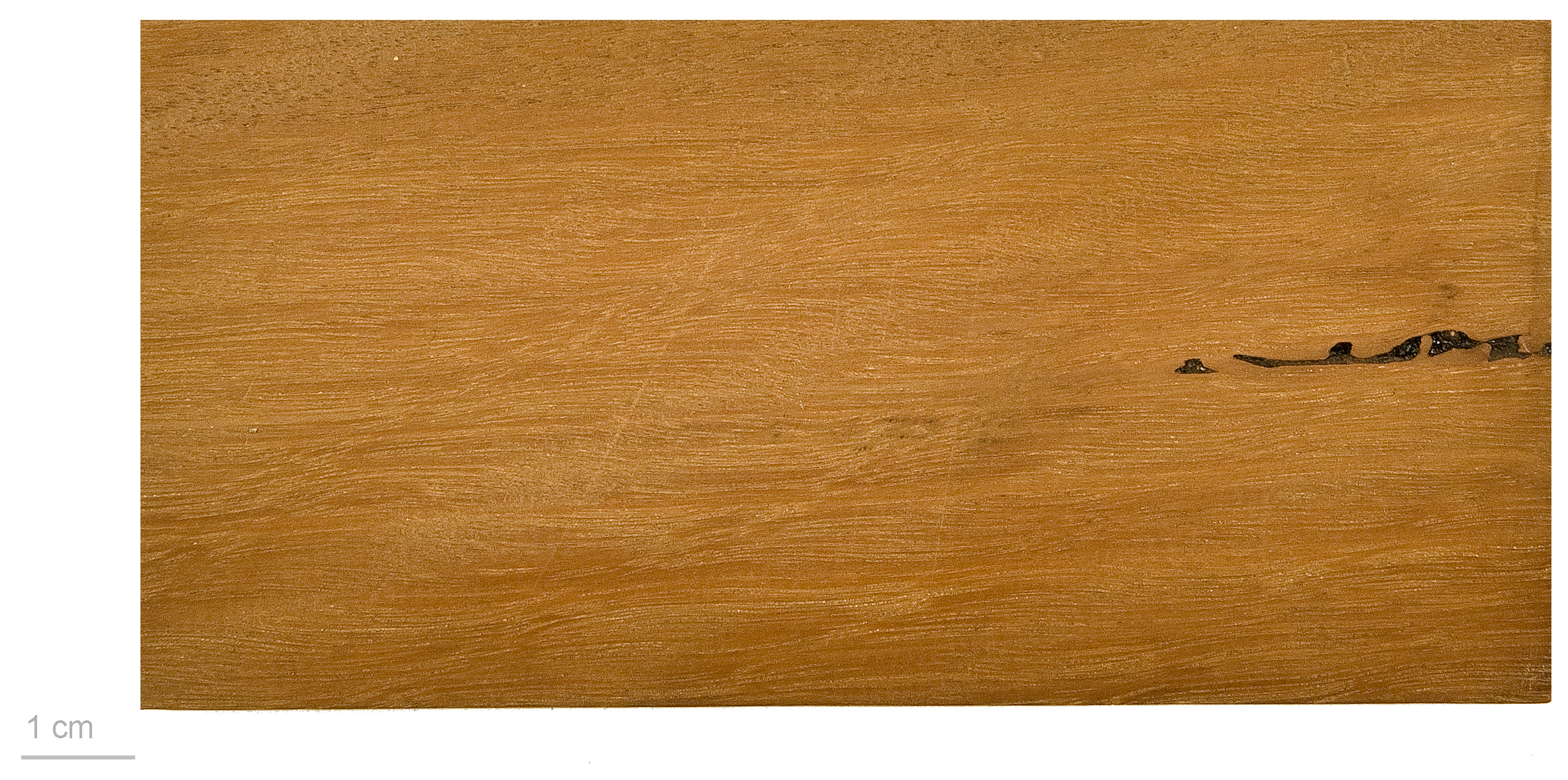
Arillastrum gummiferum - MHNT

Arillastrum (Pancher ex Baill.) é um género botânico pertencente à família Myrtaceae, não pertencente ao clado dos eucaliptos. Arillastrum contém umaa única espécie, Arillastrum gummiferum. É endêmica do sul da Nova Caledónia. É parente de Eucalyptus, mas mais próximo de Angophora e de Corymbia.
Esta espécie cresce em substratos rochosos ultramáficos. Cresce em grupos com outros indivíduos da sua espécie. Uma espécie associada a esta árvore é Podoserpula miranda. Trata-se de uma espécie rara de fungo que cresce na base destas árvores e que se pensa ser parasita.

## Espécies
- Arillastrum gummiferum